# Colaspis nigrocyanea
Colaspis nigrocyanea är en skalbaggsart som beskrevs av George Robert Crotch 1873. Colaspis nigrocyanea ingår i släktet Colaspis och familjen bladbaggar. Inga underarter finns listade i Catalogue of Life.